# Třída Shishumar
Třída Shishumar je třída diesel-elektrických ponorek Indického námořnictva, představujících variantu německého exportního typu 209/1500. Postaveny byly celkem 4 ponorky. Všechny jsou stále v aktivní službě.

## Pozadí vzniku
Stavbu čtyř jednotek německého typu 209/1500 indická vláda objednala v roce 1981. První pár přitom postavila německá loděnice Howaldtswerke-Deutsche Werft, zatímco druhý pár postavila indická loděnice Mazagon Dock Limited s pomocí z Německa dodaných dílů a zařízení. V roce 1984 Indie chtěla objednat další dvě jednotky, ale nakonec zůstalo u čtyř postavených člunů, pojmenovaných Shishumar, Shankush, Shalki a Shankul. Stavba celé čtveřice probíhala v letech 1982–1994.
| Jméno           | Loděnice             | Založení kýlu | Spuštění na vodu | Dokončení          |
| --------------- | -------------------- | ------------- | ---------------- | ------------------ |
| Shishumar (S44) | HDW                  | květen 1982   | prosinec 1984    | 22. září 1986      |
| Shankush (S45)  | HDW                  | září 1982     | květen 1984      | 20. listopadu 1986 |
| Shalki (S46)    | Mazagon Dock Limited | červen 1984   | září 1989        | 7. února 1992      |
| Shankul (S47)   | Mazagon Dock Limited | září 1989     | březen 1992      | 28. května 1994    |

## Konstrukce

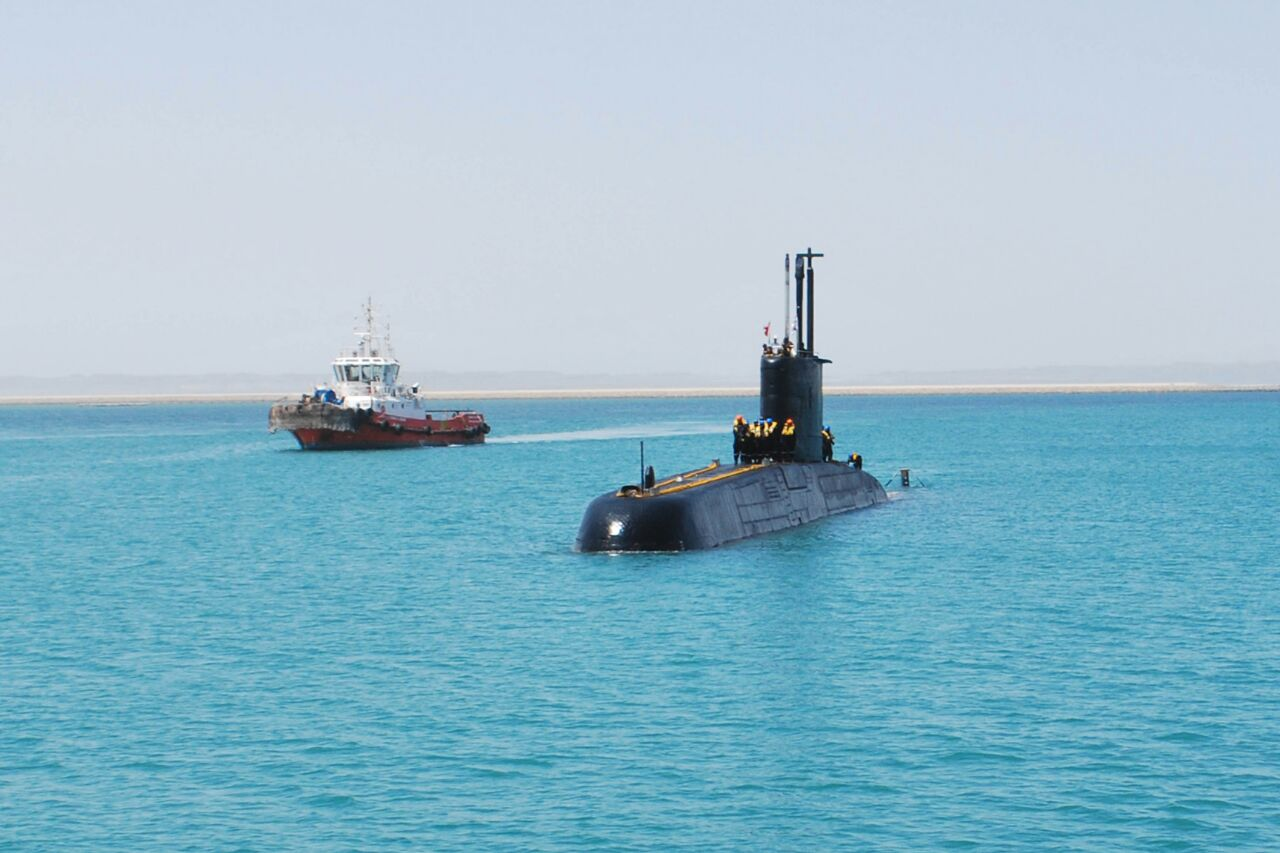
INS Shishumar (S44)

Konstrukce odpovídá standardu ponorek typu 209. Hlavní odlišností je instalace integrované únikové kopule, kterou může plavidlo v případě nouze opustit celá posádka. Výzbroj tvoří osm 533mm torpédometů. Celková zásoba torpéd činí 14 kusů. Řízené střely používat nemohou. Pohonný systém tvoří čtyři diesely MTU 12V 493 AZ80 a jeden elektromotor Siemens. Nejvyšší rychlost je 11 uzlů na hladině a 22 uzlů pod hladinou.